# General gorskih enot (Wehrmacht)
General gorskih enot (izvirno nemško General der Gebirgstruppen) je bil generalski čin (v rangu polnega generala) v nemškem Heeru (kopenski vojski) za generale gorske specializacije. Čin je bil ustanovljen leta 1940.
Nižji čin je bil generalporočnik, medtem ko je bil višji generalpolkovnik. V drugi veji Wehrmachta (Kriegsmarine) mu je ustrezal čin admirala, medtem ko mu je v Waffen-SS ustrezal čin SS-Obergruppenführerja.

## Oznaka čina
Oznaka čina generala je bila sledeča:
- naovratna oznaka čina (t. i. Litzen) je bila enaka za vse častnike in sicer stiliziran hrastov list z dvema paroma listnih žil na rdeči podlagi;
- naramenska oznaka čina je bila sestavljena iz štirih prepletenih (zlatih in belih) vrvic in dveh zvezdic, ki so bile pritrjene na rdečo podlago;
- narokavna oznaka čina (na zgornjem delu rokava) za maskirno uniformo je bila sestavljena iz ene zlate črte in enega para stiliziranih hrastovih listov na črni podlagi.

Galerija
- Naovratna oznaka čina
- Naramenska oznaka čina
- Narokavna oznaka čina

## Seznam generalov gorskih enot
- Franz Boehme (1885–1947), povišan 1. avgusta 1940
- Ludwig Kübler (1889–1947), povišan 1. avgusta 1940
- Valentin Feurstein (1885–1979), povišan 1. novembra 1941
- Rudolf Konrad (1891–1964), povišan 1. marca 1942
- Ferdinand Schörner (1892–1973), povišan 1. junija 1942
- Karl Hubert Lanz (1896–1982), povišan 28. januarja 1943
- Hans Kreysing (1890–1969), povišan 1. novembra 1943
- Georg Ritter von Hengl (1897–1952), povišan 1. januarja 1944
- Karl Eglseer (1890–1944), povišan 1. marca 1944
- Julius Alfred Ringel (1889–1967), povišan 1. junija 1944
- Ferdinand Jodl (1896–1956), povišan 1. septembra 1944
- Karl Hans Maximilian von Le Suire (1898–1954), povišan 1. oktobra 1944
- Kurt Versock (1895–1963), povišan 1. novembra 1944
- Hans Schlemmer (1893–1973), povišan 9. novembra 1944
- Emil Vogel (1894–1985), povišan 9. novembra 1944
- Friedrich Jobst Volckamer von Kirchensittenbach (1894–1989), povišan 1. januarja 1945
- August Winter (1897–1979), povišan 1. maja 1945